# Tequila (Jalisco)
Tequila, vollständig Villa de Santiago de Tequila, ist eine Kleinstadt im mexikanischen Bundesstaat Jalisco, Verwaltungssitz des gleichnamigen Municipio Tequila und weltweit für die gleichnamige Spirituose berühmt. Durch die Einnahmen aus der Tequilabrennerei ist die Stadt zu großem Wohlstand gelangt und hat daher ein sehr gepflegtes Äußeres. Tequila ist ein sogenanntes Pueblo Mágico und beliebtes Ziel ausländischer Touristen.

## Geographie

### Klima
Tequila hat ein subtropisches Klima mit einem Jahresdurchschnitt von 23,2 °C und Niederschlägen von 1073 Millimetern.

## Geschichte

### Chronik
Am 15. April 1530 wurde der Ort unter dem Namen Villa de Santiago de Tequila von Franziskanern unter Leitung von Fray Juan Calero gegründet. Der königliche Abgeordnete Antonio de Mendoza hielt sich von Oktober bis Dezember 1541 in Tequila auf, um den Aufstand der indigenen Caxcan niederzuschlagen. 1600 errichtete Don Pedro de Tagle die erste Fabrik für Tequila im Ort.
Ab 1770 baute die Stadt verschiedene Spanischschulen auf, um die indigenen Sprachen zu verdrängen. 1786 verbreitete sich eine Epidemie, der große Teile der Bevölkerung zum Opfer fielen. Zu dieser Zeit befand sich nur ein praktizierender Arzt im Ort. Am 27. März 1824 wurde Tequila zur eigenständigen Ortschaft erklärt. Am 9. Januar 1874 wurde Tequila durch das Dekret 384 zur Stadt erhoben. 2001 wurde das Instituto Tecnológico Superior de Tequila durch den Gouverneur Jaliscos Francisco Ramírez Acuña und den Bürgermeister José Guadalupe Núñez Rodríguez eingeweiht.

## Wirtschaft & Infrastruktur

### Verkehrswege
Tequila liegt an der Autobahn 15 zwischen Guadalajara und Magdalena und ist an das Eisenbahnnetz angeschlossen.

### Ansässige Unternehmen
Tequila lebt vor allem von den Destillerien und vom Tourismus. Besonders bekannt ist die internationale Tequila-Destillerie José Cuervo. Weitere wichtige Destillerien sind der Tequila Sauza und der Tequila D'Reyes. Der Begriff Tequila ist geschützt und darf daher nur von Tequilerías aus Jalisco verwendet werden.

### Messen und Ausstellungen
Vom 26. November bis 12. Dezember findet jedes Jahr die Nationale Tequilamesse statt, eine sehenswerte Werbeveranstaltung für den Tequila mit Hahnenkämpfen, Mariachis und Feuerwerk.

## Tourismus
Viele Besucher Tequilas sind Touristen, die von Puerto Vallarta oder Guadalajara aus einen Tagesausflug machen.

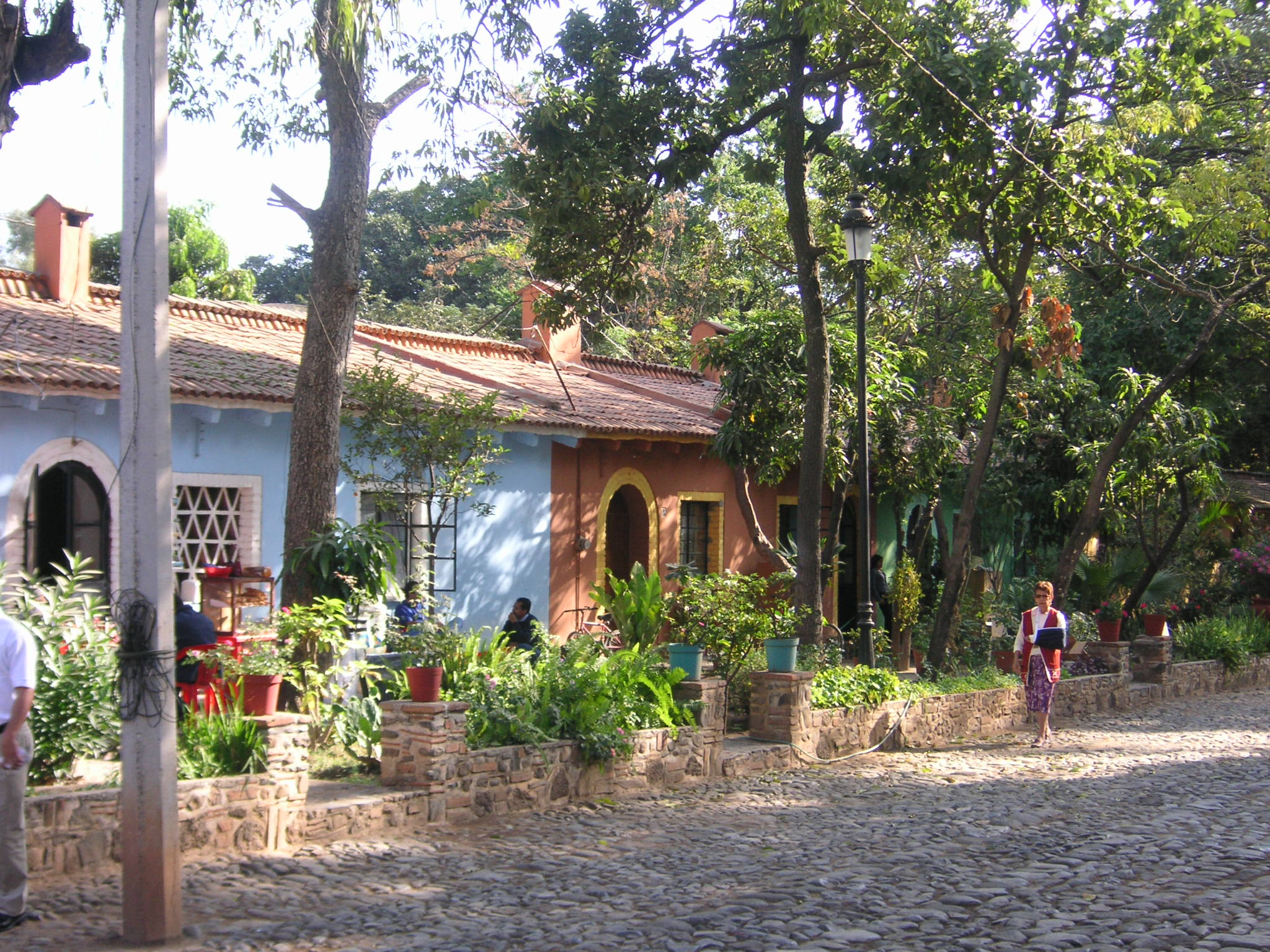
Arbeitersiedlung der Tequila-Fabrik „El Jimador“ bei Tequila

## Kultur

### Traditionen und Bräuche
Täglich um 21 Uhr findet die Segnung vor dem Tempel statt, bei der der Pfarrer dreimal die Glocke läutet. In der Umgebung stehen dabei alle Menschen auf, schalten Fernseher oder Radio aus, unterbrechen ihre Aktivität und richten sich zur Kirche.

### Bildung
Im Jahr 2001 wurde das Instituto Tecnológico Superior de Tequila vom Gouverneur Jaliscos Francisco Ramírez Acuña und dem damaligen Bürgermeister José Guadalupe Núñez Rodríguez eingeweiht.

### Sehenswürdigkeiten
- Der Tequila-Destillerie José Cuervo ist ein Museum rund um den berühmten Schnaps angeschlossen.
- Museo Nacional del Tequila

## Personen
- La Torcacita (1924–1988) – Sängerin und Schauspielerin
- Sixto Gorjón – Heldenhafter Verteidiger von Tequila, 1873.
- Leopoldo Leal Oliva – Revolutionär.
- Cleofas Mota – Revolutionär.
- José Antonio Gómez Cuervo – Präsident von Jalisco in den Perioden 1867–1868 und 1870–1871.
- Sebastián Allende Rojas (1893–1947) – Präsident von Jalisco
- David Gutiérrez Allende – Präsident von Jalisco, 1911
- Sebastián Allende Rodríguez – Schriftsteller
- Manuel Alvarez Rentería	– Schriftsteller
- Victores Prieto Llamas – Interimspräsident von Jalisco, 1940
- Cenobio I. Enciso – (1849–1903). Anwalt und Schriftsteller